# Pontius I van Marseille

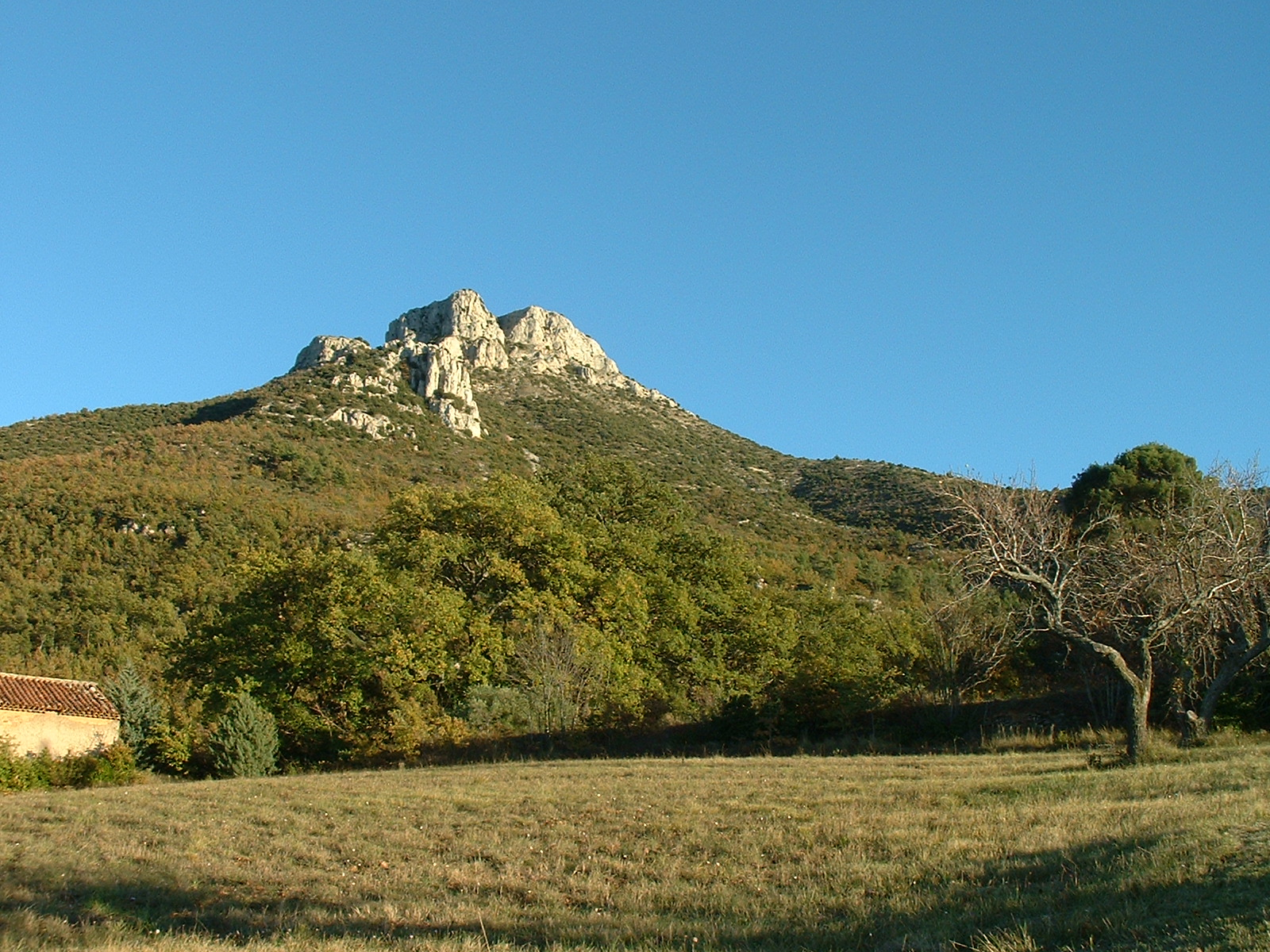
Zogenaamde Olympusberg in Trets, waarop de burggraven van Marseille een kleine burcht gebouwd hadden.

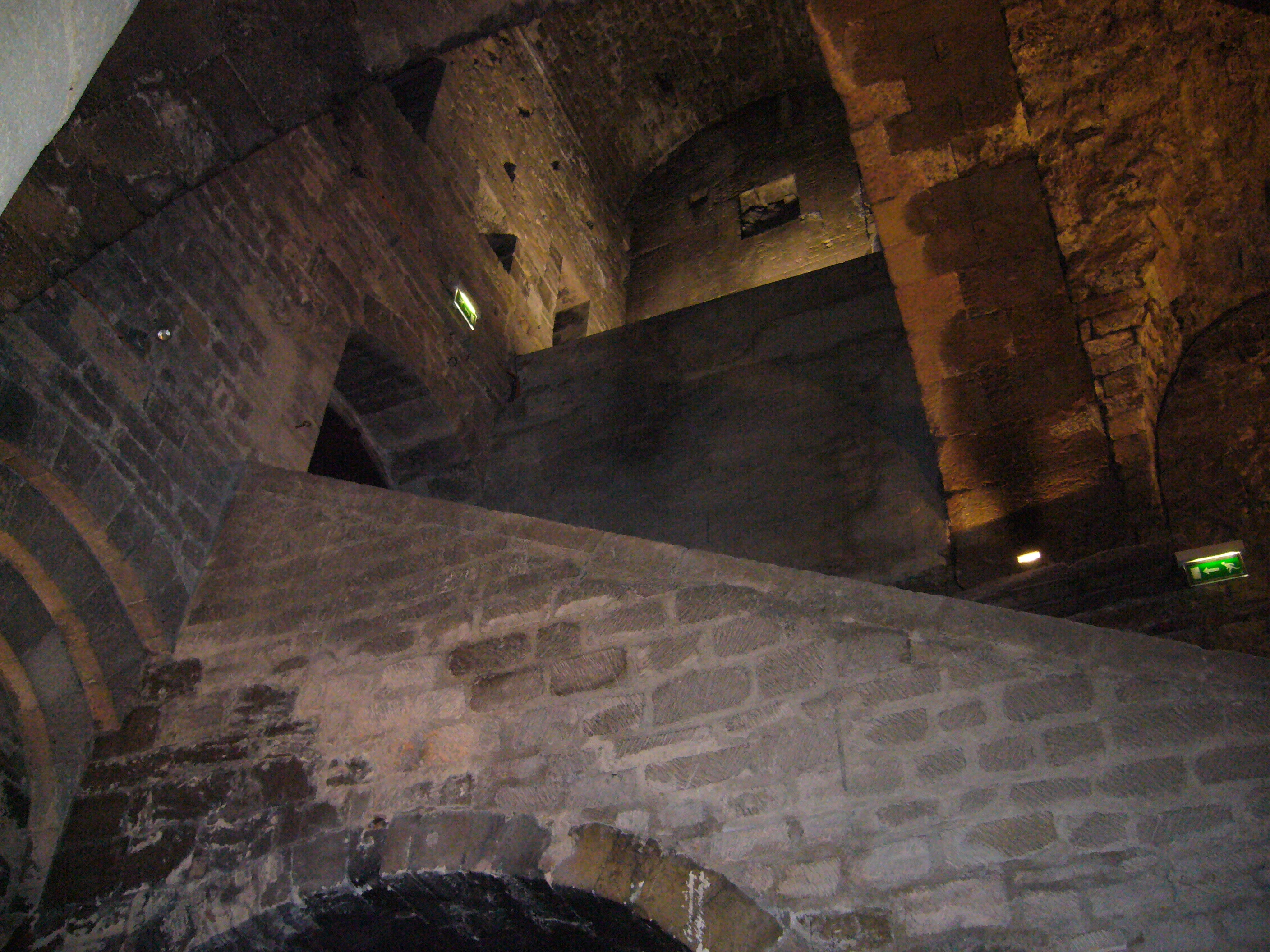
Ondergrondse galerij van de abdij van Saint-Victor (Marseille)

Pontius I van Marseille (circa 950/960 - Marseille, 30 maart 1015) was bisschop van Marseille van 977 tot 1008.

## Levensloop
In 977 volgde Pontius zijn nonkel, Honoratus van Marseille, op als bisschop van Marseille. Zij kwamen uit de heersende familie van burggraven van Marseille, lokale heren in het koninkrijk Provence. Pontius was een veel voorkomende naam in het Frankrijk van de vroege Middeleeuwen. Nochtans is de afstamming van Pontius I duidelijk uit akten: hij is de tweede zoon van het eerste huwelijk van Willem van Marseille met Belildis. Zijn familie schonk talrijke gronden aan de benedictijnenabdij van Saint-Victor in Marseille. Bisschop Pontius schonk gezamenlijk met zijn familie ofwel deed hij giften uit zijn eigen erfdeel. Pontius bezat een deel van het burggrafelijk domein van Trets (Latijn: Curta de Tresia of hof van Trets); met name bezat hij het gehucht Porcilis in de vallei van Trets. Pontius I besteedde veel tijd aan de overdracht van bezittingen aan de abdij van Saint-Victor.
Pontius I trok zich terug als bisschop in 1008. Volgens de kronieken wou hij zich voorbereiden op de dood. Hij werd monnik in Saint-Victor.  
Guifred, de machtige abt van Saint-Victor, sprak paus Johannes XVIII aan over zijn bekommernis dat alle schenkingen aan de abdij de prooi zouden worden van lokale en van grotere heersers. De paus was zelf ook een benedictijn. Vervolgens schonk de paus aan de abdij van Saint-Victor het privilege dat nooit een wereldlijke heer de bezittingen van de abdij kon opeisen. Meer nog, de abdij bleef onder direct pauselijk gezag tot haar afschaffing in de 18e eeuw.